# 中距離走
中距離走（ちゅうきょりそう）とは、陸上競技のうち中距離を走る競技の総称。短距離走と長距離走の中間に位置する距離である。

## 概要
中距離走の定義は、一般的にクラウチングスタートからスタンディングスタートに変わる800mから3000m未満の範囲内とされているが、中距離走が具体的にどの距離までの範囲を指すのかにはいくつかの捉え方があり、必ずしも明確な定義があるわけではない。特に、小・中学やジュニア種目では1500mを長距離走とする場合も多いなど同じ距離の競技であっても、対象とする競技者の持つ運動能力により、定義が異なる場合が多い。なお、400mをこの部類と認識している者もいるが、400mはれっきとした短距離の範囲なので、それは誤りである。
中距離走においては、スピードを出す瞬発力、早いスピードを維持する能力（走スピード持久力）、さらに運動を維持するのに必要な高い心肺能力（走持久力）という3つの能力を同時に開発し、距離によってそれぞれの能力をバランスよく整える必要があり、苛酷な競技である。
また、短距離走とは異なり400メートルトラックをオープンコースで走り、トラックを数周する間に競技を行うため、レース戦略も重要となる。世界レベルの大会でも、スタート直後に多くの選手同士が激しくぶつかり合いながら良い位置取りを確保しようとしたり、逆に集団の中に入ってしまいポケット状態になり失速してしまいスパートの時期を逸してしまうといった場合が多く見られる。

## 中距離走の種類
- 800メートル競走
- 1000メートル競走
- 1500メートル競走
- 1マイル競走 - 古くから行われている伝統のある競技であり、メートル法以外の国々（特にアメリカ）では現在でも人気がある。
- 2000メートル競走
- 3000メートル競走

## その他
- エリミネーションマイル - 一部のイベントで行われる種目。トラック4周（1600m）の競走だが、1周ごとに下位の者が脱落する[1]。